# Höflein an der Donau
Höflein an der Donau ist eine Katastralgemeinde von Klosterneuburg in Niederösterreich (Bezirk Tulln) gelegen an der Donau, unmittelbar nördlich von Wien.

## Geografie

Höflein an der Donau (Mitte oben) liegt an der Nordgrenze des Wienerwaldes und am nordöstlichen Ende der Alpen (Aufnahmeblatt der 3. Landesaufnahme, um 1872)

Höflein an der Donau grenzt im Westen an Greifenstein (Katastralgemeinde von Sankt Andrä-Wördern), im Osten an Kritzendorf, im Süden an Hadersfeld. Im Norden reicht Höflein über die Donau und grenzt dort an Stockerau und Spillern.
Die Ortschaft hat eine Länge von ca. 2 Kilometern und ist ca. 300 Meter breit, liegt zwischen einem Berghang und dem südlichen Ufer der Donau. Zwischen den Stromkilometern 1945,7 und 1947,9 fließt diese durch Höfleiner Gebiet. Der Strom ist als einzige Wasserstraße Europas gegenwärts (stromauf) kilometriert, d. h. Höflein ist 1946 Kilometer von der Mündung in das Schwarze Meer entfernt.

## Geschichte
Die Gründung des Ortes erfolgte im Jahre 996. In diesem Jahr wird eine Ortschaft „Houlin“ das erste Mal urkundlich erwähnt. 
Im Jahr 1822 wurde der Ort als Dorf mit 43 Häusern genannt, das über eine Pfarre und eine Schule verfügte. Die Herrschaft Stift Klosterneuburg besaß die Ortsobrigkeit, besorgte die Konskription und hatte die Grundherrschaft inne. Die Landgerichtsbarkeit wurde von der Herrschaft Purkersdorf ausgeübt.
Bis zum Jahr 1938 war Höflein eine eigenständige Gemeinde. Mit der Schaffung von „Groß-Wien“ im März 1938, wurde Höflein mit der Stadt Klosterneuburg zum 26. Wiener Bezirk. Nach der Auflösung von „Groß-Wien“ 1954, wurde aus den ehemaligen Gemeinden Klosterneuburg, Kritzendorf, Höflein, Kierling, Maria Gugging, Weidling und Weidlingbach, die heutige Stadtgemeinde Klosterneuburg.

## Daten
- Fläche: 3,91 km²
- Einwohner: 824
- Vorwahl: 02243
- Postleitzahl: 3421

Ortsvorsteherin ist Helga Fucac. Weitere Politiker aus Höflein, die im Klosterneuburger Gemeinderat tätig waren, sind Vizebürgermeister Richard Raz (ÖVP), GR Martin Zach (Die Grünen) und GR Christoph Raz (ÖVP) und Stadtrat Karl Schmid (SPÖ).

## Öffentliche Einrichtungen
In Höflein befindet sich ein Kindergarten.

## Sehenswürdigkeiten

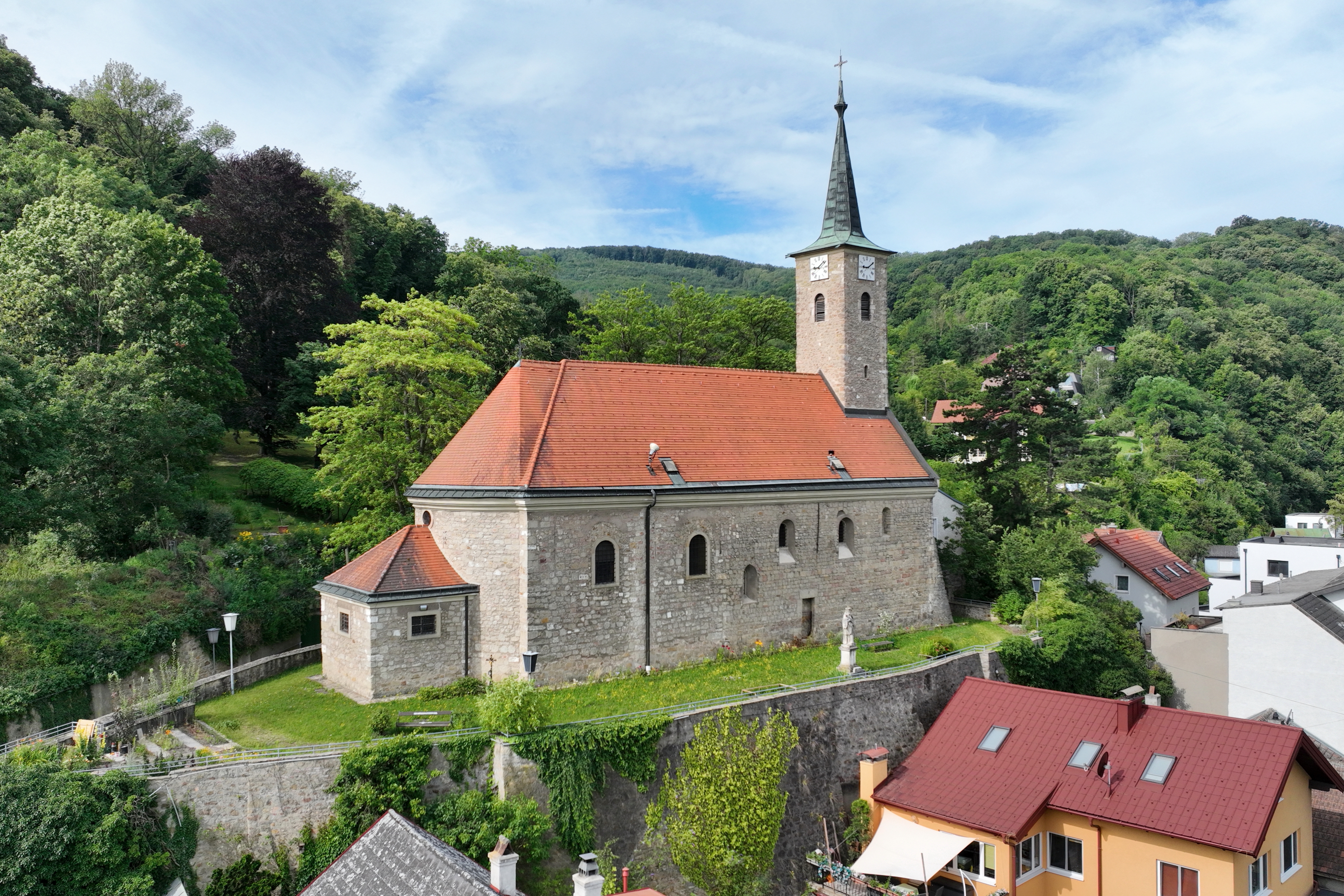
Höfleiner Pfarrkirche mit Bruchstein-Wehrmauer

- Pfarrkirche Höflein; aus dem zwölften Jahrhundert in dominierender, erhöhter Lage im Ort. 1682 wurde die Saalkirche Richtung Osten erweitert und barockisiert.
- Siehe auch Liste der denkmalgeschützten Objekte in Klosterneuburg, Abschnitt Katastralgemeinde Höflein an der Donau.

## Persönlichkeiten
In Höflein wohnte unter anderem der ehemalige Sportler Max Raub, der im Zweierkajak zwei olympische Medaillen gewann. Vor einigen Jahren verstarb Schlagerlegende Rudi Hofstetter, der ebenfalls Höfleiner war. Am 9. September 2011 gewann die Kanutin Corinna Kuhnle ihren zweiten Weltmeistertitel bei der Kanu-WM in Bratislava, sie stammt ebenfalls aus Höflein an der Donau. Auch der Journalist und Sieger der Extremsport-Stafette Red Bull Dolomitenmann aus dem Jahr 2014, Stephan Brodicky, stammt aus Höflein. Außerdem die beiden Künstler, der Kabarettist und Schauspieler Gery Seidl sowie der Schauspieler Alexander Hoffelner.